# Vespasiano da Bisticci
Vespasiano da Bisticci (dit parfois Vespasiano Fiorentino), né en 1421 à Bisticci, localité du voisinage de Rignano sull'Arno, mort le 27 juillet 1498 à Antella (écart de la commune de Bagno a Ripoli), est un libraire et écrivain italien de la Renaissance.

## Biographie
D'origine modeste, sans nom de famille, Vespasiano da Bisticci tint boutique à Florence des années 1440 à 1479, habile à procurer de beaux manuscrits à des amateurs éclairés. Sa boutique devint un rendez-vous du milieu lettré florentin. Il se fit aussi conseiller, intermédiaire, fournisseur pour les princes italiens de l'époque qui voulaient constituer une bibliothèque : Cosme de Médicis et sa famille, le pape Nicolas V, Alphonse V d'Aragon et son fils Ferdinand, le duc Frédéric de Montefeltro. Il était surnommé princeps librariorum. En 1479, il ferma sa boutique (peut-être à cause de l'avènement de l'imprimerie, qui n'était pas son affaire), et il se retira dans sa propriété d'Antella où il se consacra à l'écriture.
En 1480/81, il composa un Lamento d'Italia per la presa di Otranto fatta dai Turchi. À partir de 1482, il commença à rédiger des textes de formes et de visées différentes sur les personnages divers qu'il avait connus au cours de sa carrière. Ce sont des textes en italien, peu élaborés, et qui n'étaient pas destinés à la publication ; certains devaient servir de matériau brut à des érudits qui voudraient composer des vies latines de ces personnages (Vespasiano reconnaissait qu'il maîtrisait très mal le latin).
En 1839, Angelo Mai a publié cent trois de ces textes sous le titre Vite di uomini illustri del secolo XV (Spicilegium Romanum, I, Rome, 1839). En 1892, il y eut une autre édition, critique, de Ludovico Frati, qui ajoutait six textes, et qui joignait le Lamento per la presa di Otranto (Bologne, 1892 ; p. 306-325 pour le Lamento).
En 1910 fut également publié, par Luigi Sorrento, un Libro delle lodi e commendazione delle donne, document intéressant sur la vie des femmes dans la Florence du XVe siècle (Milan, 1910 ; édition du Cod. Riccardiano 2293). D'autres textes sont inédits, dont un Trattato della vita e conservazione dei Cristiani. Il a laissé aussi des lettres.

## Éditions récentes
- Aulo Greco (éd.), Vespasiano da Bisticci. Le vite, Florence, Instituto nazionale di studi sul Rinascimento, 1970 (vol. I) et 1976 (vol. II).
- Giuseppe Lombardi (éd.), Il libro delle lodi delle donne, Rome, Rome, Manziana (coll. Patrimonium, 10), 1999.
- Laura Rodesino (éd.), Lamento d'Italia per la presa di Otranto fatta dai Turchi nel 1480, Fribourg (Suisse), 2003.